# Fiodor Gusiew (dyplomata)
Fiodor Tarasowicz Gusiew, ros. Фёдор Тара́сович Гу́сев (ur. 29 kwietnia 1905 we wsi Zakropiwienje w guberni pskowskiej, zm. 9 marca 1987 w Moskwie) – radziecki dyplomata, wiceminister spraw zagranicznych ZSRR (1946–1952).

## Życiorys
W 1931 ukończył Leningradzki Instytut Radzieckiego Budownictwa i Prawa, 1931–1935 pracował w Ekonomicznej Komisji Planowania Rejonu Leningradzkiego, 1937 ukończył Instytut Pracowników Dyplomatycznych i Konsularnych Ludowego Komisariatu Spraw Zagranicznych ZSRR, od 1933 członek WKP(b). Od 1935 pracownik Ludowego Komisariatu Spraw Zagranicznych ZSRR, 1938–1939 zastępca kierownika Wydziału III Zachodniego tego komisariatu, 1939 zastępca kierownika Wydziału III, 1939–1941 kierownik Wydziału II Zachodniego, a 1941–1942 kierownik Wydziału II Europejskiego Ludowego Komisariatu Spraw Zagranicznych ZSRR. Od 30 lipca 1942 do 12 sierpnia 1943 ambasador nadzwyczajny i pełnomocny ZSRR w Kanadzie, od 13 sierpnia 1943 do 27 września 1946 ambasador nadzwyczajny i pełnomocny ZSRR w W. Brytanii, następnie przedstawiciel ZSRR przy Europejskiej Komisji Konsultacyjnej w Londynie, od 22 sierpnia 1946 do października 1952 zastępca ministra spraw zagranicznych ZSRR. Od 1953 do grudnia 1956 radca MSZ ZSRR, od 22 grudnia 1956 do 31 lipca 1962 ambasador nadzwyczajny i pełnomocny ZSRR w Szwecji, od lipca 1962 do 1975 pracownik aparatu MSZ ZSRR. Deputowany do Rady Najwyższej ZSRR II kadencji (1946–1950).
Pochowany na cmentarzu Kuncewskim.

## Ordery i odznaczenia
- Order Lenina (dwukrotnie: 3 listopada 1944, 5 listopada 1945[2])
- Order Czerwonego Sztandaru Pracy (dwukrotnie)
- Order Przyjaźni Narodów
- Order „Znak Honoru”